# 韓国鉄道公社210000系電車
韓国鉄道公社210000系電車（かんこくてつどうこうしゃ210000けいでんしゃ）は、韓国鉄道公社（KORAIL）の電車。2014年より「ITX-セマウル」で運用されている。

## 技術仕様
全体的にITX-青春の368000系と類似した構造で、幹線電気動車の汎用性、居住性、快適さを強調している。一方で368000系は、180km/h運転に対応するため、歯車比は22:91であったが、本系列は設計最高速度が引き下げられたため、19:94に設定された。最大で12両編成（6両+6両）での運用も可能だが、現段階で併結運転を行う列車は設定されていない。

### 車体
車体にはアルミダブルスキンを採用している。

### 駆動装置
既存のITX-青春と同じユニットの構造を採用している。 Tc-M'-M、T-M'-Tcユニットで構成された3M3Tの6両1編成である。

### 車内
6両編成ですべて一般室であり、客室はヌリロやITX-青春を踏襲している。広いシートピッチなどセマウル号を継承して高級化を図った。客室両端から3列目までの携帯機器充電用220Vコンセントが座席に設置されている。ただし、既存のセマウル号とは異なりカフェ客車などはなく、代わりに3・4号車に自動販売機が設置されている。運行初期には、身体障害者向け設備は4号車に設置していたが、現在ではムグンファ号やITX-青春と同じ3号車に変更されている。

### 編成
6両編成23本が在籍。編成は368000系の構造と似ており、先頭部に装備された自動連結装置を介して連結運行が可能である。
|              | ← ソウル・龍山 ・釜山・晋州・木浦・益山・麗水エキスポ → |           |          |          |           |           |
| 号車(重連時) | 1 (7)                                                   | 2 (8)     | 3 (9)    | 4 (10)   | 5 (11)    | 6 (12)    |
| 形式         | 21xx01 Tc                                               | 21xx52 M' | 21xx53 M | 21xx04 T | 21xx55 M' | 21xx09 Tc |
| 座席         | 一般室                                                  | 一般室    | 一般室   | 一般室   | 一般室    | 一般室    |
| 車内設備     |                                                         | WC,,補    | 補,      | WC,補    | WC,乗     | WC,補     |
| 定員         |                                                         | 51        | 56       | 33       | 56        | 48        |

凡例
- 補：補助席
- WC：トイレ
- ：自動販売機
- ：バリアフリー施設（座席及び便所）
- 乗：乗務員室